# Juan de Merlo

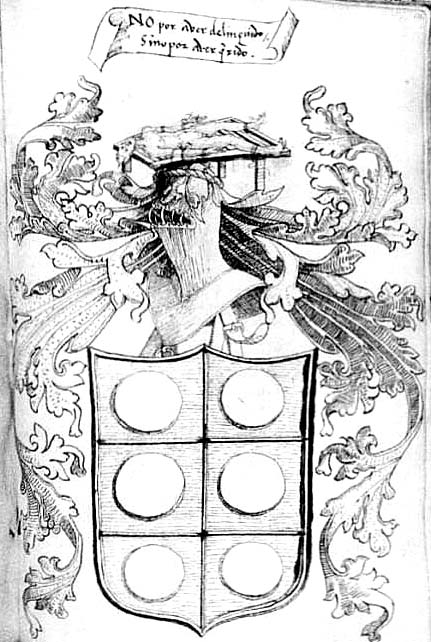
Escudo de los Merlo

Juan de Merlo "el Bravo" (1375-1443) fue un caballero de la Corona de Castilla, guarda mayor del rey Juan II y alcaide de Alcalá la Real. Su fama como caballero le valió ser mencionado por Cervantes en El Quijote, y el poeta castellano Juan de Mena le dedicó unas estrofas en su obra Laberinto de fortuna.

## Reseña biográfica
Gonzalo Fernández de Oviedo y Valdés, en su libro "Batallas y quincuagenas", afirma que Juan de Merlo nació en Castilla y era hijo a su vez de Martín Alfonso de Merlo, señor de Valdenebro, Maestresala de la reina Beatriz de Portugal, consorte del rey Juan I de Castilla. Juan de Merlo casó con Guiomar de Ulloa y fruto de este matrimonio fue Diego de Merlo, asistente de Sevilla y conquistador de la villa de Alhama de Granada.

Aunque Cervantes quiso criticar las novelas de caballerías valiéndose de la locura que en don Quijote habían provocado, la búsqueda de ejemplos sobre la galantería en el combate y el respeto a los códigos caballerescos, nos conduce al siguiente pasaje del capítulo XLIX del Quijote:
Si no, díganme también que no es verdad que fue caballero andante el valiente lusitano Juan de Merlo, que fue a Borgoña y se combatió en la ciudad de Ras con el famoso señor de Charní, llamado mosén Pierres, y después, en la ciudad de Basilea, con mosén Enrique de Remestán, saliendo de entrambas empresas vencedor y lleno de honrosa fama; y las aventuras y desafíos que también acabaron en Borgoña los valientes españoles Pedro Barba y Gutierre Quijada (de cuya alcurnia yo deciendo por línea recta de varón), venciendo a los hijos del conde de San Polo. Niéguenme asimesmo que no fue a buscar las aventuras a Alemania don Fernando de Guevara, donde se combatió con micer Jorge, caballero de la casa del duque de Austria; digan que fueron burla las justas de Suero de Quiñones, del Paso; las empresas de mosén Luis de Falces contra don Gonzalo de Guzmán, caballero castellano, con otras muchas hazañas hechas por caballeros cristianos, destos y de los reinos estranjeros, tan auténticas y verdaderas, que torno a decir que el que las negase carecería de toda razón y buen discurso.
Admirado quedó el canónigo de oír la mezcla que don Quijote hacía de verdades y mentiras, y de ver la noticia que tenía de todas aquellas cosas tocantes y concernientes a los hechos de su andante caballería, y así le respondió:
—No puedo yo negar, señor don Quijote, que no sea verdad algo de lo que vuestra merced ha dicho, especialmente en lo que toca a los caballeros andantes españoles, y asimesmo quiero conceder que hubo Doce Pares de Francia, pero no quiero creer que hicieron todas aquellas cosas que el arzobispo Turpín dellos escribe, porque la verdad dello es que fueron caballeros escogidos por los reyes de Francia, a quien llamaron pares por ser todos iguales en valor, en calidad y en valentía: a lo menos, si no lo eran, era razón que lo fuesen, y era como una religión de las que ahora se usan de Santiago o de Calatrava, que se presupone que los que la profesan han de ser o deben ser caballeros valerosos, valientes y bien nacidos; y como ahora dicen ‘caballero de San Juan’ o ‘de Alcántara’, decían en aquel tiempo ‘caballero de los Doce Pares’, porque lo fueron doce iguales los que para esta religión militar se escogieron. En lo de que hubo Cid no hay duda, ni menos Bernardo del Carpio; pero de que hicieron las hazañas que dicen creo que la hay muy grande. En lo otro de la clavija que vuestra merced dice del conde Pierres, y que está junto a la silla de Babieca en la armería de los reyes, confieso mi pecado, que soy tan ignorante o tan corto de vista que, aunque he visto la silla, no he echado de ver la clavija, y más siendo tan grande como vuestra merced ha dicho.
—Pues allí está, sin duda alguna —replicó don Quijote—, y, por más señas, dicen que está metida en una funda de vaqueta, porque no se tome de moho.
—Todo puede ser —respondió el canónigo—, pero por las órdenes que recebí que no me acuerdo haberla visto. Mas puesto que conceda que está allí, no por eso me obligo a creer las historias de tantos Amadises, ni las de tanta turbamulta de caballeros como por ahí nos cuentan, ni es razón que un hombre como vuestra merced, tan honrado y de tan buenas partes y dotado de tan buen entendimiento, se dé a entender que son verdaderas tantas y tan estrañas locuras como las que están escritas en los disparatados libros de caballerías.
Aunque no todos los personajes que cita don Quijote forman parte de la fabulación. Juan de Merlo, Pedro Barba, Gutierre Quijada, Fernando de Guevara y otros caballeros, dejaron España alrededor de 1435, para romper lanzas en honor de sus damas, en las cortes europeas de la época (Borgoña y Basilea), como señala M. L. Viardot. Juan de Merlo el Bravo, era Castellano en realidad, aunque Cervantes lo cita como lusitano. En la Crónica del rey Juan II se explican las aventuras europeas de Juan de Merlo:
Era hombre muy dispuesto, de gentil gesto é cuerpo : fué gran justador é luchador , é hacia toda cosa muy bien. Fuéle tocada su enpresa por un gran Señor de la casa del Duque Felipo de Borgoña llamado Mícer Piérres de Brecemonte Señor de Charní. Hiciéronse las armas en la cibdad de Ras en Picardía en presencia del dicho Duque de Borgoña. Fué en ellas ferido el Señor de Charní, rescibió ende grande honra Juan de Merlo, é dióle el Duque una vaxilla de plata en que habia setenta ó ochenta marcos , é de allí se fué en Alemaña, é llevó su empresa en Basilea , donde le fué tocada por un Caballero que se llamaba Mosen Enrique de Remestan : é las armas fuéron á pie , é la Señoría de la cibdad dió Jueces para las armas. E Micer Enrique le hizo un engaño muy grande, el qual fué , que hizo un corchete en el hacha, con el qual combatiéndole le llevó un guardabrazo ; é fuera muerto ó mal ferido , si los Jueces en ello no proveyeran : y esto fué habido á maldad á Micer Enrique , é fué dada la honra de las armas á Juan de Merlo.
La fama de este caballero y la admiración que entre sus contemporáneos suscitaron sus hechos y su galantería en el combate, fueron tales que el poeta castellano Juan de Mena (1411-1456) cumbre de la poesía medieval castellana, en su opus magnum “Laberinto de fortuna” le dedicó las coplas de arte mayor 198 y 199:
Allí, Johan de Merlo, te vi con dolor,
mayor vi tu fin que non vi tu miedo,
mayor vi tu daño que non el remedio
que dio la tu muerte al tu matador.
¡O porfioso, pestífero error!
¡O fados crueles, sobervios, rabiosos,
que siempre robades los más virtuosos,
e perdonades la gente peor!
Bien te creemos que tú non pensaste
semblante finida de todo tu bien,
quando al Enrique ya de Remestién
por armas e trançes en Bala sobraste;
pues non menos farias quando te fallaste
en Ras con aquel señor de Charní,
donde con tantos honores así
tu rey e tus regnos e manos onrraste.
Antes de batirse en Borgoña y Basilea, el primero de mayo de 1434 Juan de Merlo se había batido con el rey Juan II, en unas justas que había celebrado don Álvaro de Luna en Valladolid. Poco más tarde, el 28 de julio, participó en el Paso Honroso, un torneo organizado por Suero de Quiñones en el que él y otros nueve caballeros mantendrían el puente sobre el río Órbigo frente a los retadores que les quisieran desafiar, durante treinta días y hasta romper trescientas lanzas. Ni el rey, ni el Condestable podían participar en las pruebas.
¿Por qué la figura de Juan de Merlo suscitaba tanta fascinación como para que el poeta Juan de Mena le incluyese en su obra? Sin duda, entre otras cosas, se debe al hecho de que había algo en él que admiraban sus contemporáneos: su inquebrantable fidelidad al código de la Caballería y su magnanimidad con el enemigo vencido. Baste para apoyar esto último que cuando en las justas del “Paso Honroso” se batió con Suero de Quiñones y este quedó herido en un brazo, Suero de Quiñones envió a don Pedro de Acuña a rogar a Juan de Merlo, que ambos pidiesen a los jueces dar la lid por terminada. Suero padecía grandes dolores: “[...] e todos entendían que tenía por qué; por quanto allende de tener la mano desconcertada, estaba muy denegrida, é también el brazo, é la sangre mascujada, como si fuese perlesía”.
Al saber la gravedad del estado de su rival, Juan de Merlo expresó su sincero pesar y le hizo llegar como regalo un guardabrazo de bella factura. Suero de Quiñones por su parte, regaló una mula a Juan de Merlo para que se la llevase a su previsto viaje a Borgoña.
Tal fue la admiración que los hechos de Juan de Merlo el Bravo despertaron, que incluso cien años después de la muerte del caballero, en 1550, el escritor Gonzalo Fernández de Oviedo (1478-1557), le dedicará gran parte del Diálogo XVII de su libro “Batallas y quinquagenas”.

Fiel aliado del Condestable de Castilla don Álvaro de Luna, Juan de Merlo se vio envuelto en 1443 en una acción de guerra entre Arjona y Andújar y perdió la vida al quedarse solo y rodeado por las fuerzas contrarias del Maestre de Calatrava.
"En estos dias se ovo una pelea muy áspera en campo entre Juan de Guzman hijo mayor de Don Luis de Guzman Maestre de Calatrava , é Rodrigo Manrique Comendador de Segura. E Juan de Guzman estaba en Arjona, é Rodrigo Manrique en Andújar , é la gente que las dos partes tenían podrían ser hasta seiscientos rocines , quasi tantos de la una parte como de la otra : é la pelea fué de tal manera ferida , que muriéron quarenta hombres darmas de ambas partes , é fuéron muchos feridos así de la una parte como de la otra, é muriéron muchos caballos, é á la fin quedó el campo por Juan de Guzman , é Rodrigo Manrique fué desbaratado. Y en esta pelea yendo Juan de Merlo , de quien la historia ha hecho mención , en el alcance de los contrarios , metióse tanto en ellos que quedó solo , é quando quiso volver al paso de una puente , halló peones de los contrarios los quales lo matáron : de la muerte del qual el Rey ovo gran sentimiento , porque era muy buen caballero , é le había sienpre bien servido."